# Зерцалова, Анна Ивановна
Анна Ивановна Зерцалова (31 января 1870, Москва — 27 ноября 1937, Бутовский полигон) — духовная писательница, святая Русской православной церкви, причислена к лику святых как мученица в 2000 году для общецерковного почитания.

## Арест и мученическая кончина
Арестована 27 октября 1937 года и заключена в Бутырскую тюрьму в Москве. На допросе следователь спросил её:

— Кто является автором книг жизнеописаний священника Валентина Амфитеатрова и чудес, якобы происшедших по его молитвам?

— Автором книг жизнеописаний священника Валентина Амфитеатрова и чудес, происшедших по его молитвам при жизни, а равно и после его смерти, являюсь я, Анна Ивановна Зерцалова. Первую книгу я выпустила примерно в 1910 году, то есть через два года после его смерти, отпечатав её в типографии. До революции я издала четыре книги тиражом каждая книга по тысяче экземпляров. После революции я издала пятую книгу об исцелениях на могиле священника Валентина Амфитеатрова. Последняя книга уже издавалась не типографским способом, а была отпечатана на пишущей машинке в количестве 20-25 штук. Ввиду того, что тираж последней книги был ограничен, а число желающих иметь таковую превышало его в несколько десятков раз, почитатели священника Валентина Амфитеатрова переписывали её, и она распространялась в рукописях.
«Тройка» УНКВД по Московской области приговорила Анну Ивановну Зерцалову к расстрелу. Расстреляна 27 ноября 1938 года на Бутовском полигоне.

## Труды
- Светильник Православия (Пастырская деятельность бывшего настоятеля Московского придворного Архангельского собора протоиерея Валентина Николаевича Амфитеатрова). — М., 1912.
- Духовные поучения, проповеди Валентина Николаевича Амфитеатрова, бывшего настоятеля московского придворного Архангельского собора, записанные с его слов одной из его духовных дочерей. — М., 1916.
- Подвижник веры и благочестия Архивная копия от 12 марта 2010 на Wayback Machine

## Канонизация
Причислена к лику святых новомучеников и исповедников Российских Деянием Юбилейного Архиерейского Собора Русской Православной Церкви, прошедшего 13—16 августа 2000 года в Москве.
Память: 14 (27) ноября, в Соборе новомучеников и исповедников Российских и в Соборе Бутовских новомучеников.